# Eucereon mediocris
Eucereon mediocris är en fjärilsart som beskrevs av Talbot 1928. Eucereon mediocris ingår i släktet Eucereon och familjen björnspinnare. Inga underarter finns listade i Catalogue of Life.